# Geaderde stekelhoren
De geaderde stekelhoren (Rapana venosa) is een zeeslak uit de familie Muricidae. Het oorspronkelijk in de Gele en Japanse Zee voorkomende dier heeft zich sinds de twintigste eeuw wereldwijd verspreid.  Het is voor andere weekdieren een geduchte roofslak en is derhalve problematisch voor de oester- en mosselvisserij. 

## Voedsel
De roofslak eet schelpdieren, vooral oesters, mossels en tweekleppigen, door met zijn rasptong een gaatje te prikken door de schelp van zijn prooi, hem te doden en op te zuigen, of door de vermorzeling van de schelp met zijn voet.

## Verspreiding
De geaderde stekelhoren heeft een hoge tolerantie voor verschillen in temperatuur, zoutgehalten en vervuiling en is daardoor wereldwijd een invasieve soort geworden. De soort komt oorspronkelijk voor in de Gele Zee en de Japanse Zee. In de jaren 40 werd de soort ontdekt in de Zwarte Zee, waar deze via de schepen uit de Gele en Japanse Zeeën is terechtgekomen. In de daarop volgende jaren verspreidde hij zich langs de kusten bij de Kaukasus en de Zee van Azov. Vanaf de jaren 70 waren de Adriatische Zee en de Egeïsche Zee aan de beurt. Eind jaren 90 werd de soort in Chesapeake Bay (bij Virginia) in de Verenigde Staten aangetroffen, mogelijk doordat larven meekwamen in ballastwater van schepen vanaf de Zwarte Zee. In dezelfde tijd dook de soort ook op voor de kust van Bretagne en in de Rio del Plata (tussen Uruguay en Argentinië). In 2005 werd het als exoot ook ontdekt in de Noordzee, voor de kust van Scheveningen. 

## Waarde voor de mens

### Bedreiging voor de visserij
De verspreiding van de geaderde stekelhoren is problematisch voor de oester- en mosselvisserij. De soort is carnivoor en voedt zich met schelpdieren. In de Zwarte Zee brengt deze slak grote schade aan aan de schelpdierenvisserij. In de meer recent gekoloniseerde gebieden vreest men voor vergelijkbare gevolgen. Na de ontdekking van de slak in Chesapeake Bay, werd daar een onderzoeksprogramma gestart waarbij onder meer een vergoeding (aanvankelijk $5, later $2) werd uitgeloofd voor elke slak van deze soort die werd ingeleverd.

### Voedselbron
De geaderde stekelhoren biedt een voedzame en veelzijdige optie voor liefhebbers van zeevruchten. Per 100 gram levert de soort 440,3 kJ aan energie; 75,2% water; 3,9% vetten; 2,9% B-vitaminen en mineralen; 9,6% eiwitten en 8,3% koolhydraten. Het is voorts een rijke bron van omega-3, zink, calcium, ijzer en jodium.